# Gara Hoboken-Polder
Gara Hoboken-Polder (în neerlandeză Station Hoboken-Polder) a fost deschisă pe 10 iunie 1878, împreună cu linia de la Gara Hoboken la Gara Antwerpen-Sud. Gara Hoboken-Polder este situată în fosta comună Hoboken, devenită, începând din ianuarie 1983, district al orașului belgian Antwerpen. Hoboken-Polder este o stație de pe calea ferată 52, care leagă Puurs de Antwerpen-Sud. Gara a fost închisă în 1984, dar redeschisă câțiva ani mai târziu, în 1988. 
Gara s-a numit inițial doar „Hoboken”. Începând din 26 mai 1974, când a fost reorganizată linia 52, numele de „Hoboken” a fost atribuit gării Hoboken-Kapelstraat, iar stația a fost redenumită „Hoboken-Polder”.

## Caracteristici

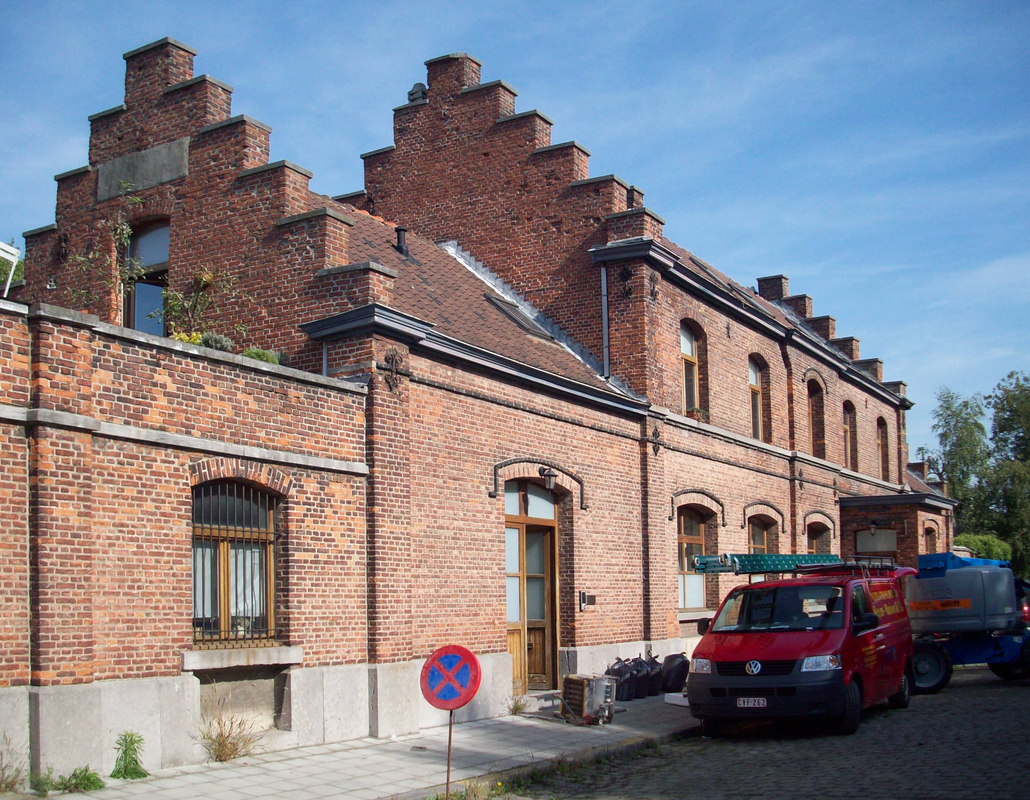
Clădirea gării.

Gara nu este deservită de personal. În stație sunt instalate automate pentru bilete. Gara dispune de o parcare gratuită pentru automobile și de una pentru biciclete.
În apropierea gării există stația „Hoboken Van Traynellaan” în care opresc autobuzele liniei 13 a De Lijn.

## Orarul trenurilor
Gara Hoboken-Polder este deservită de câte o pereche de trenuri de tip L pe oră în toate zilele lucrătoare. În orele de vârf, aceste trenuri sunt suplimentate cu garnituri care circulă către Antwerpen-Centraal, Puurs sau Sint-Niklaas. Gara nu este deservită în zilele nelucrătoare.
| Tip de tren | Rută                           | Frecvență               |
| ----------- | ------------------------------ | ----------------------- |
| L           | Roosendaal - Antwerpen - Puurs | Zile lucrătoare: 1x/oră |